# 15036 Giovannianselmi
15036 Giovannianselmi è un asteroide della fascia principale. Scoperto nel 1998, presenta un'orbita caratterizzata da un semiasse maggiore pari a 2,4636187 UA e da un'eccentricità di 0,0901024, inclinata di 5,82249° rispetto all'eclittica.
L'asteroide è dedicato a Giovanni Anselmi, direttore della rivista di astronomia Coelum Astronomia sino al 2015.